# Chishaku-in

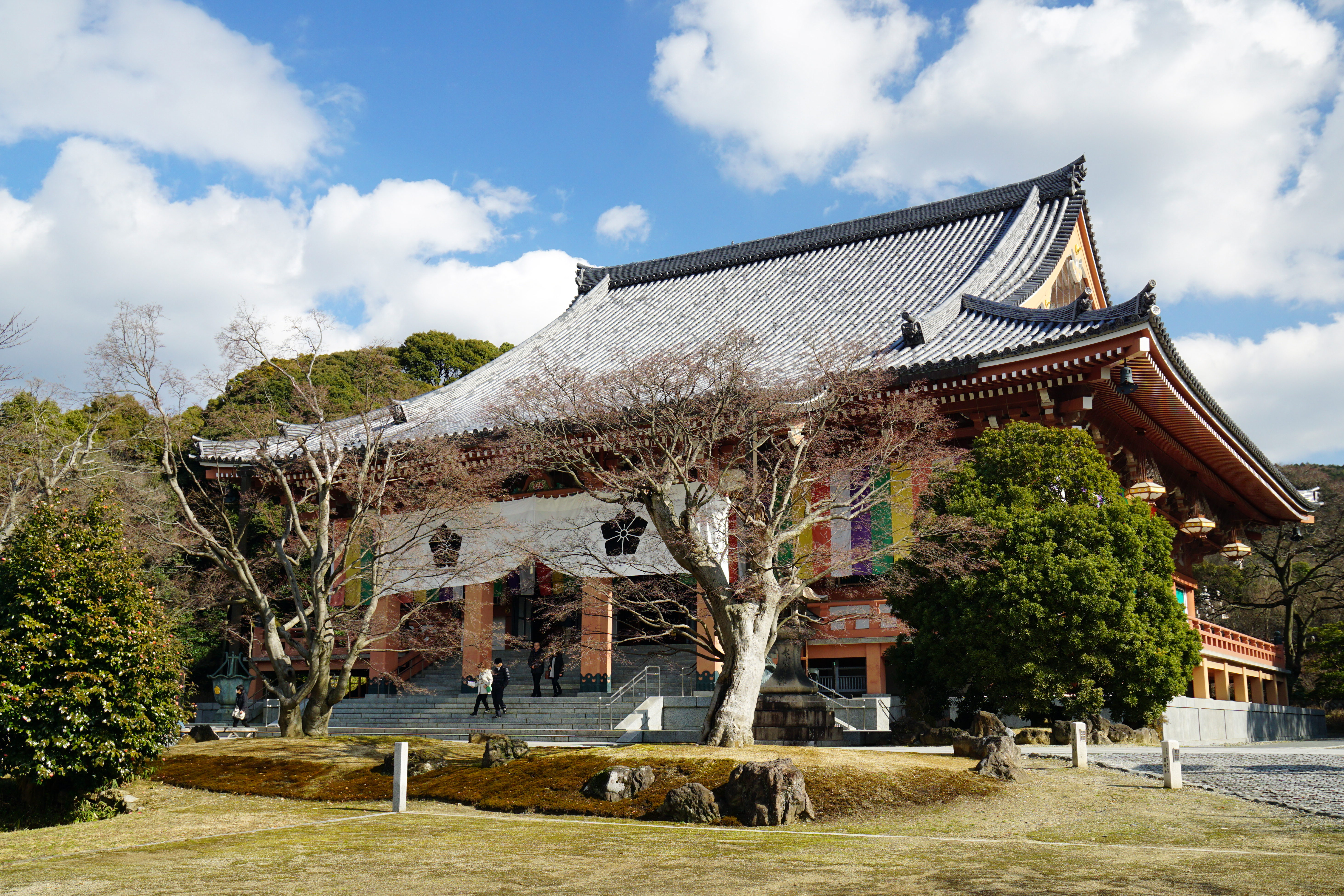
Haupthalle des Tempels

Der Chishakui-in (japanisch 智積院) in Kyōto, ist ein Tempel des Chizan-Zweiges (智山派)
der Shingon-Richtung des Buddhismus.

## Geschichte
Der Chishakui-in war ursprünglich Teil des Daidenhō-in (大伝法院) des Negoro-ji in der Provinz Kii (Präfektur Wakayama), wurde aber 1585 von Toyotomi Hideyoshis Soldaten niedergebrannt. Der Priester Gen’yū (玄宥; 1529–1605), der wegen der Unruhen nach Kyōto geflüchtet war und sich in Kitano niedergelassen hatte, bat Tokugawa Ieyasu, den Negoro-ji wiederzubeleben. Er erhielt im Jahr 1600 einen Teil des Geländes des Toyokuni-Schreins (豊国社) und ein Einkommen von 200 Koku. Danach erhielt er den Shoun–ji (祥雲寺), der von Toyotomi Hideyoshi zum Andenken an seinen geliebtes Kind Sutemaru (棄丸) errichtet worden war. Dort baute Gen’yu den Chishakuin wieder auf und wurde als Oberster (中興第1, Chūko Dai’ichi) des Wiederaufbaus geehrt.
Seitdem wurden nach und nach Pagoden gebaut, wobei viele hervorragende Handwerker tätig waren. Insbesondere der 7. Abt Unshō (運敞; 1614–1693) war sehr gelehrt und soll an die 3.000 Studentengehabt haben, die er unterrichtete. Der Tempel florierte und wurde mit dem Bau weiterer Gebäude vergrößert. 1682 brannten die Haupthalle (Kondō), das Abtquartier und andere Gebäude ab, aber der 8. Abt Shinsei (信盛) baute die Tempel wieder auf, und der 9. Abt Yūban (宥鑁; 1624–1702) belebte die Missionsversammlung wieder und der 10. Abt Senkai (専戒) baute das Kondō wieder auf.
Darüber hinaus wurde die 11. Abt Kakugen (覚眼; 1643－1725) zum ersten Mal als Nohke Chiyama in das Daisojo (大僧正) berufen, und die 22. Generation Dōchō (動潮; 1709－1796) versuchte, Satoshi die Vorträge zu halten, es wurde gesagt, dass es die Familie der ersten Angelegenheiten in den Bergen war. Der 32. Abt Kaiō (海応; 1771–1834) ist mit der Kusha-Lehre (倶舎学), eine der dreizehn Sekten des chinesischen Buddhismus, vertraut, und der 37., Shinkai (信海), und der 39. Ryūei (隆栄; 1809－1867) bemühen sich ebenfalls, Kusha-Lehre zu studieren, eine Tradition der Chizan-Schule, die hoch bewertet wurde.
Im ersten Jahr der Meiji-Zeit brannte das Kangaku-in (勧学院) des Tempels nieder und der Schlafsaal der Schule wurde verwüstet. Aber 1872 wurde der Tempel, zusammen mit dem Tempel Buzan Hasedera (豊山長谷寺) in der Präfektur Nara, zum Haupttempel des Shingonshū-Shingi-Flügels (真言宗新義派). 1885 wurde der Hasedera Teil der Shingon-Sekte der Shingi-Schule, aber 1900 trennte  man sich von der Buzan-Schule (豊山派) und hieß seitdem  Chizan-Schule (智山派).